# Labeo barbatulus
 Labeo barbatulus és una espècie de peix cipriniforme de la família dels ciprínids.

## Morfologia
Els mascles poden assolir els 30 cm de longitud total.

## Distribució geogràfica
Es troba a Àsia: conca del riu Mekong.